# Velkotlamcovití
Velkotlamcovití neboli velkotlamovití (Megachasmidae) je čeleď žraloků z řádu obrounů, jejímž jediným žijícím zástupcem je žralok velkoústý. Vedle toho je známo i několik fosilních druhů. Seznam všech druhů čeledi je tedy následující:
- Megachasma pelagios (Taylor, Compagno & Struhsaker, 1983)
- † Megachasma applegatei (Shimada, Welton & Long, 2014) – oligocenní až miocenní zástupce známý z fosilií z USA[2]
- † Megachasma alisonae (Shimada & Ward, 2016) – eocenní druh objevený v Dánsku[3]